# Dolmen de la Chadrolle
Le dolmen de la Chadrolle, initialement situé à Saint-Agnant-de-Versillat, a été déplacé dans le parc de la sénatorerie à Guéret dans le département français de la Creuse.

## Historique
L'édifice est mentionné en 1851 par E. de Beaufort et Pierre de Cessac en donne une description en 1881. Il a été donné par son propriétaire Lucien Peuchaud en 1938 à la société des sciences naturelles et archéologiques de la Creuse pour être remonté dans le jardin du musée d'Art et d'Archéologie de Guéret.

## Description
Dans la description de Pierre de Cessac de 1881, le dolmen comporte six orthostates, dont cinq supportent encore la table : quatre au nord, un à l'ouest et un au milieu du côté sud. La table mesure 5,30 m de longueur sur 2,50 m de largeur. La chambre funéraire mesurait 4,25 m de longueur sur 1,30 m de largeur, ce qui en faisait l'une des plus grandes connues dans le département.